# Сулејман Шах
Сулејман Шах (? — 1227) био је легендарни деда Османа I, оснивача Османског царства и отац Ертугрула. Он је такође био вођа туркијског племена Каји, који су били преци Османлија.

## Биографија
Не зна се када је рођен, мада постоје чињенице да је рођен 1178. године. Око 1214. године, наследио је вођство над Каји племеном, једном од туркијских племена Огуза. Познато је да се Сулејман Шах удавио у реци Еуфрата бежећи пред монголском најездом. Три године после његове смрти, његов син Ертугрул је наследио вођство над племеном.